# Eriolus duplidentis
Eriolus duplidentis är en insektsart som beskrevs av Naskrecki 2000. Eriolus duplidentis ingår i släktet Eriolus och familjen vårtbitare. Inga underarter finns listade i Catalogue of Life.